# 紀元前348年
紀元前348年（きげんぜん348ねん）は、ローマ暦の年である。
当時は、「コルウスとラエナスが共和政ローマ執政官に就任した年」として知られていた（もしくは、それほど使われてはいないが、ローマ建国紀元406年）。紀年法として西暦（キリスト紀元）がヨーロッパで広く普及した中世時代初期以降、この年は紀元前348年と表記されるのが一般的となった。

## 他の紀年法
- 干支 : 癸酉
- 日本
  - 皇紀313年
  - 孝安天皇45年
- 中国
  - 周 - 顕王21年
  - 秦 - 孝公14年
  - 楚 - 宣王22年
  - 斉 - 威王9年
  - 燕 - 文公14年
  - 趙 - 粛侯2年
  - 魏 - 恵王22年
  - 韓 - 昭侯15年
- 朝鮮
  - 檀紀1986年
- ベトナム :
- 仏滅紀元 : 197年
- ユダヤ暦 :

## できごと

### ペルシア帝国
- アルタクセルクセス3世王のペルシア軍に占領された後、シドンは奪われその住人はひどく残虐に制裁された。

### ギリシア
- アテネ人のマケドニアにある自らの都市への支援は、ピリッポス2世が扇動していたエウボイアの反乱により、脇にそらされた。彼はハルキディキのオリュントス市を征服し、ハルキディキをマケドニアの一部とした。
- エウボイア島のエレトリア市は、アテネの支配に首尾よく反乱を起こし、エウボイアは独立を宣言する。アテネの政治家で将軍のフォキオンの戦略的技量が、エウボイアで親ピリッポス2世派と戦うため派兵されたアテネ軍を救った。

### 共和政ローマ
- ローマとカルタゴが、カルタゴはローマに忠誠を誓う国々に攻撃をしないという貿易協定を結ぶ。この協定は、今やローマがラテン同盟の中で支配的な勢力であることを示した。

### 中国
- 秦の商鞅が賦税法を行う。孝公は田租の基礎の上に、口賦（人頭税）の徴収を開始する。
- 斉の威王が周に来朝した。